# Valorem
Valorem est une société française spécialisée dans les installations de production d'énergie renouvelable (EnR) : centrales solaires photovoltaïques, hydroélectriques et éoliennes. Créée en 1994, elle est active essentiellement en France, y compris en Outre-mer. Elle fait régulièrement appel au financement participatif pour ses projets.

## Historique

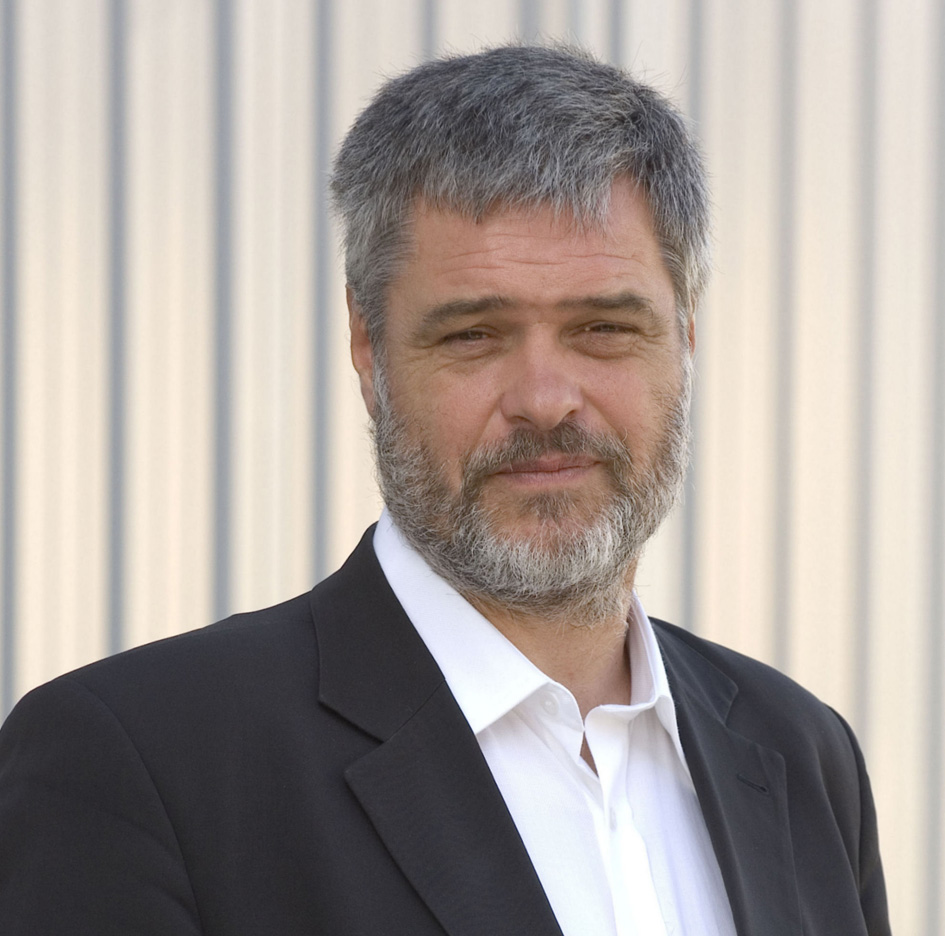
Jean-Yves Grandidier, président de Valorem.

Le groupe Valorem est créé en 1994 par Jean-Yves Grandidier et Pierre Girard. D'abord un bureau d'études et développeur de projets, il décide à partir de 2007 d'exploiter une partie de ses constructions pour devenir producteur d'électricité. Le premier parc ainsi exploité est inauguré en 2009 dans la Somme. La même année, l'entreprise noue un partenariat avec la coopérative agricole Arterris pour étudier des projets de méthanisation impliquant ses membres.
En 2012, il réalise la première opération de financement ouverte aux citoyens, grâce au Crédit Coopératif, pour un parc construit à Arfons en 2009,. En 2017, Valorem lève 74 millions d'euros, en faisant entrer à son capital le fonds 3i Infrastructures, tout en gardant une majorité du capital aux mains des fondateurs, employés et leurs familles. 
En 2018, il entre au capital de l'entreprise marocaine DLM EnR. 
En 2019, l'entreprise achète 51% de Force Hydraulique Antillaise, qui exploite 16 centrales hydroélectriques au fil de l'eau pour 10 MW de puissance en Guadeloupe.
Le 3 mai 2024, la SNCF signe un accord avec Valorem afin de lui assurer la fourniture d'électricité renouvelable pendant 25 ans. L'accord porte sur une quantité annuelle de 93 GWh, soit un total d'environ 2,4 TWh.

## Activités
Le groupe Valorem développe, construit et exploite des centrales en énergies renouvelables : éoliennes, solaires et hydroélectriques. Avec ses filiales métiers Valrea (construction) et Valemo (exploitation maintenance), le groupe est présent sur toutes les étapes d’un projet d’EnR. L'entreprise a des activités d'études dans le domaine des énergies marines.
En Guadeloupe, Valorem construit une centrale solaire avec stockage d'énergie. Elle a mis en place l’un des plus grands parcs éoliens de Guadeloupe et possède les 16 centrales hydroélectriques sur l’archipel.
Elle participe depuis 2019 à l'offre « Électricité Verte d'Origine Contrôlée » (EVOC), garantissant une origine renouvelable et française, commercialisée par Plüm Énergie.
L'entreprise emploie souvent le financement participatif pour associer les riverains à ses chantiers, notamment sur les plateformes Lendosphere,, Solylend, Lumo, Enerfip et Tudigo. Elle a réalisé 24 campagnes entre 2012 et 2018, auprès de 2200 personnes, pour un total de 5,4 millions d'euros. Elle est aussi la première à proposer une opération à taux bonifié pour les riverains du projet, en 2015 pour le parc éolien de Santerre.
Elle est basée à Bègles et emploie 270 personnes, pour exploiter 200 MW. Elle dispose de plusieurs agences sur le territoire français, en métropole et outre-mer.

## RSE

### Clauses d'insertion
Valorem a expérimenté le dispositif des clauses d'insertion sociales (déjà existant dans les marchés publics) dans les marchés privés en 2016 à l'occasion du lancement de chantiers de plusieurs centrales photovoltaïques au sol dans le Médoc en Gironde. Le principe est d'engager le groupe et ses sous-traitants à dédier 7 à 15% des heures de travail nécessaires au chantier à des publics en insertion. 
Depuis, le groupe généralise ce dispositif à ses chantiers, comptant ainsi plusieurs milliers d'heures de travail en contrat d'insertion. 

### Fonds de dotation
L'entreprise a créé son fonds de dotation nommé Watt For Change en 2016 pour promouvoir des projets solidaires de développement et d'amélioration des conditions de vies en permettant l'accès aux énergies renouvelables partout dans le monde. Le fonds de dotation est membre de la Fondation pour la nature et l'homme depuis 2017. Il est animé par Marie Bové de novembre 2016 à novembre 2018.